# Seine (département)
Pour les articles homonymes, voir Seine (homonymie).
« Département de Paris (1790-1795) » redirige ici. Pour les autres significations, voir Département de Paris.
1790–1968
Entités précédentes :
- Île-de-France

Entités suivantes :
- Paris
- Hauts-de-Seine
- Seine-Saint-Denis
- Val-de-Marne

La Seine est un ancien département français, créé le 4 mars 1790 sous le nom de département de Paris et supprimé le 1er janvier 1968, tout comme le département de Seine-et-Oise dans lequel il était enclavé, en application de la loi du 10 juillet 1964 portant sur la réorganisation de la région parisienne. Il était alors identifié par le code 75.
Il est alors redéployé en quatre nouveaux départements :
- Paris, une commune divisée en 20 arrondissements, reprenant le code 75,
- Et dans les départements de petite couronne :
  - les Hauts-de-Seine (36 communes), code 92,
  - la Seine-Saint-Denis (39 communes), code 93,
  - le Val-de-Marne (47 communes), code 94.

## Histoire
Le 13 janvier 1790, l'Assemblée constituante de 1789 décrète la création du département de « Paris », composé de la ville de Paris et des municipalités comprises dans un rayon de trois lieues (environ 12 km) à partir du parvis de Notre-Dame.
Le 19 janvier 1790, elle précise les limites du département.
Le 10 février 1790, elle décrète la division du département en trois districts :
1. Le district de Paris, composé de la seule ville de Paris ;
2. Le district de Saint-Denis, ayant son chef-lieu à Saint-Denis, renommé Franciade en 1793 ;
3. Le district de Bourg-la-Reine, ayant son chef-lieu à Bourg-la-Reine, renommé district de Bourg de l'Égalité en 1792.

Les deux derniers districts sont seulement administratifs.

### Proposition de blason

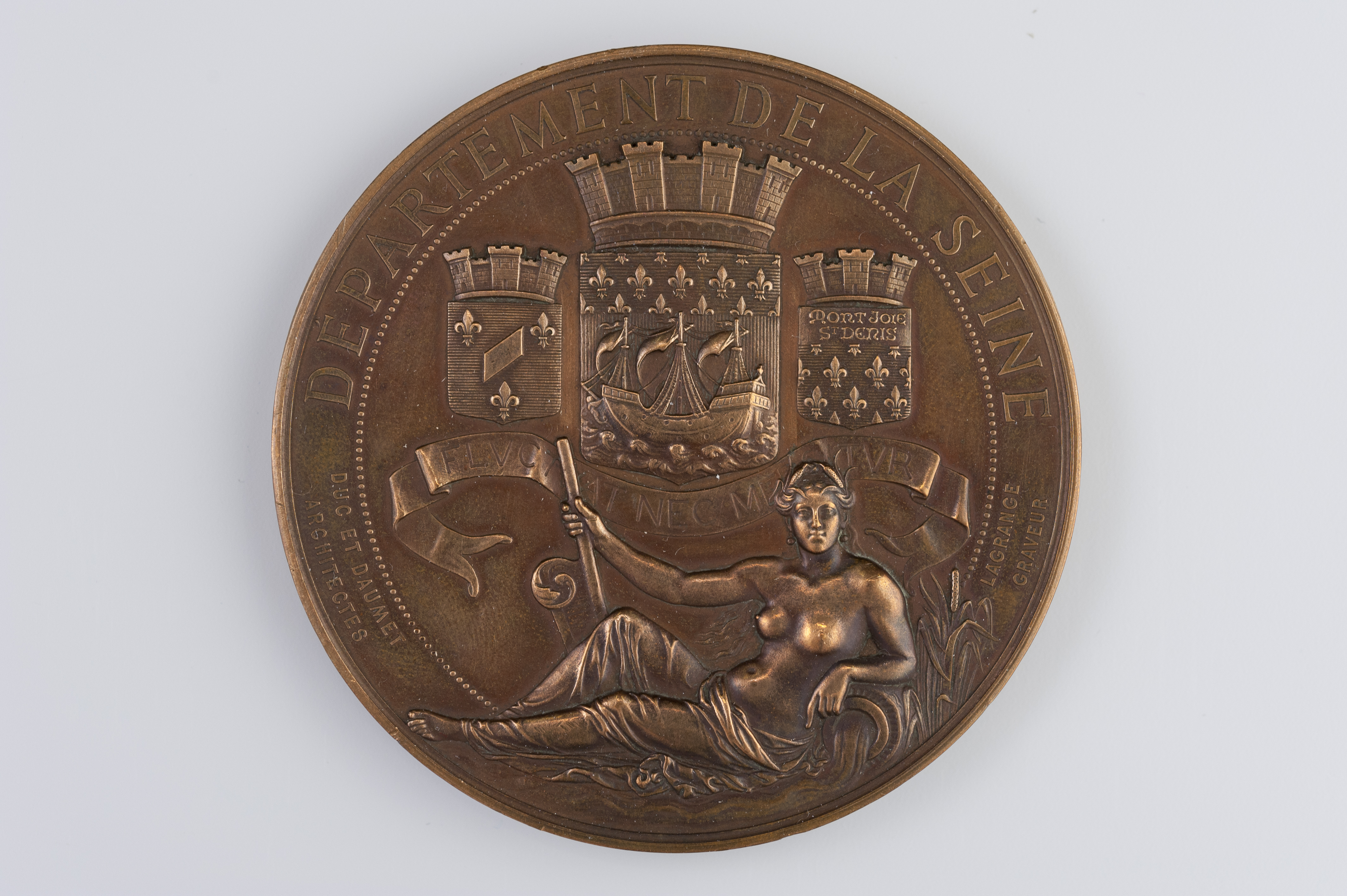
Le département de la Seine a aussi été héraldiquement symbolisé par un trio d’écus, celui de Paris le chef-lieu de département accompagné de ceux des chefs-lieux d’arrondissement Sceaux et Saint-Denis.

| Blason | Blasonnement : d'azur semé de fleurs de lys d'or à la fasce ondée d'argent brochant sur le tout Commentaires : Armoiries proposées par Robert Louis. Ce sont les armes de l'Île-de-France avec une fasce ondée évoquant la Seine. |

## Chronologie politique et administrative

### Création du département et de ses subdivisions

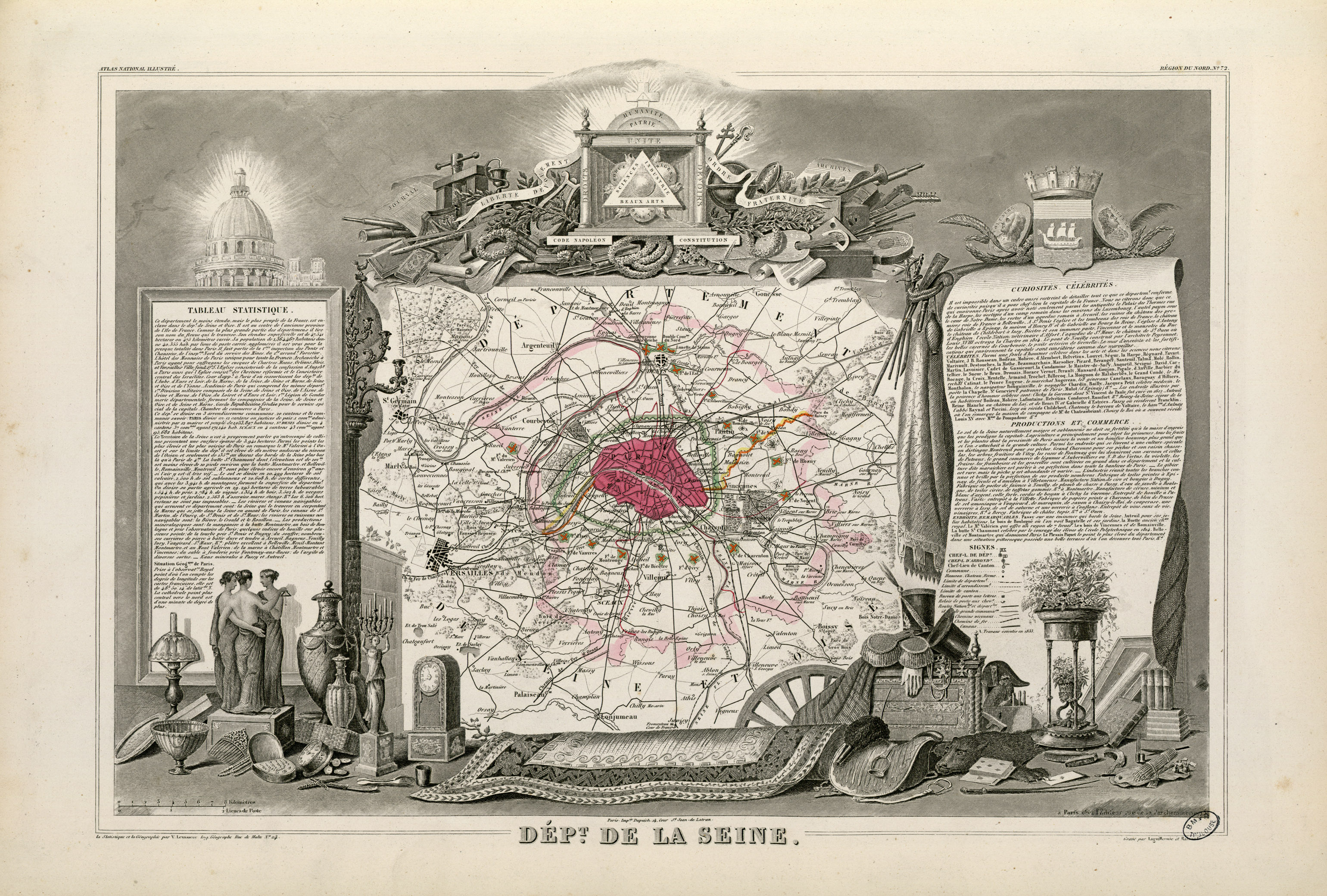
La Seine en 1854.

- 1790 (4 mars) : création du département de « Paris » avec trois districts : Paris, Bourg-la-Reine, Saint-Denis, par décrets des 15 janvier, 16 et 26 février 1790 entrant en application le 4 mars 1790[4].
- 1795 (22 août, Constitution du 5 Fructidor an III) : le département de « Paris » devient le département de la « Seine »[5].
- 1800 (17 février, loi du 28 pluviôse an VIII et arrête du 25 fructidor an IX[6]) : création de 3 arrondissements, dont deux sont divisés en 4 cantons chacun
  - Paris constitue à elle seule un arrondissement (la ville est par ailleurs, divisée en 12 arrondissements municipaux)
  - L'arrondissement de Saint-Denis est constitué des cantons : Nanterre, Neuilly-sur-Seine, Pantin et Saint-Denis
  - L'arrondissement de Sceaux est constitué des cantons : Charenton-le-Pont, Sceaux, Villejuif et Vincennes

### Modifications des subdivisions

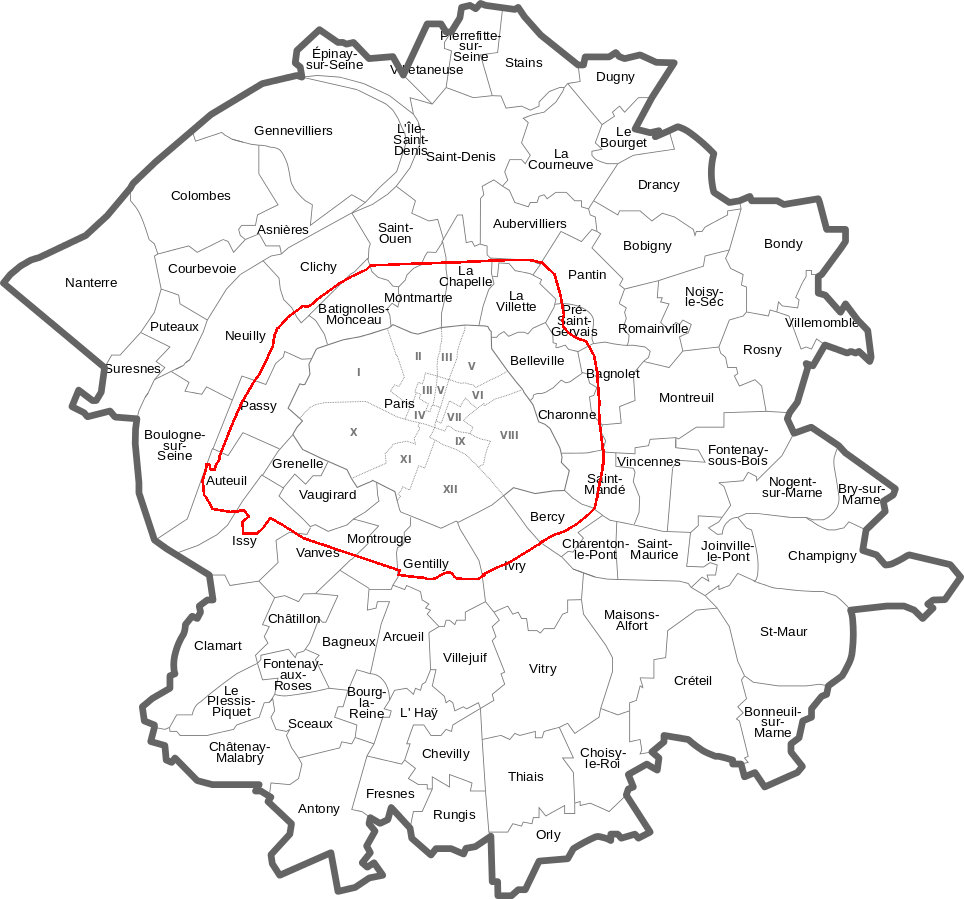
La Seine et ses communes avant les annexions de 1860 au profit de Paris (ligne rouge).

- 1829 : le canton de Nanterre devient le canton de Courbevoie[7]
- 1860 : le nombre d'arrondissements municipaux de Paris passe de 12 aux 20 arrondissements actuels, à la suite de l'annexion des communes situées au-delà de l'ancien mur des Fermiers généraux jusqu'à l'Enceinte de Thiers
- 1880 : suppression des sous-préfets de Saint-Denis et Sceaux [réf. nécessaire] ; les arrondissements continuent d'exister mais sont directement placés sous l'autorité du préfet de la Seine
- 1893 : création de 13 nouveaux cantons[8]
  - 8 dans l'arrondissement de Saint-Denis : Asnières-sur-Seine, Aubervilliers, Boulogne-Billancourt, Clichy, Levallois-Perret, Noisy-le-Sec, Puteaux et Saint-Ouen-sur-Seine
  - 5 dans l'arrondissement de Sceaux : Ivry-sur-Seine, Montreuil, Nogent-sur-Marne, Saint-Maur-des-Fossés et Vanves
- 1908 : création du canton de Colombes (arrondissement de Saint-Denis), par scission du canton de Courbevoie[9]

### Suppression du département et création de nouveaux départements

Le département de la Seine avec ses 81 communes tel qu'il est entre 1929 et 1968, la ville de Paris s'étant agrandie à plusieurs reprises entre 1860 et 1929. Les couleurs montrent comment le département est découpé en 1964 :
Commune de Paris
Communes intégrées aux Hauts-de-Seine
Communes intégrées à la Seine-Saint-Denis
Communes intégrées au Val-de-Marne

- 1964 (loi du 10 juillet) : la suppression des départements de la Seine et de Seine-et-Oise est programmée. Implicitement, l'arrondissement de Sceaux disparaît complètement. Celui de Saint-Denis se voit modifié et intégré à la Seine-Saint-Denis.
- 1965 (décret du 25 février) : les chefs-lieux des nouveaux départements sont désignés, créant de ce fait les arrondissements de Bobigny, Créteil et Nanterre.
- 1966 (décret du 30 décembre) : création de l'arrondissement d'Antony et de l'arrondissement de Nogent-sur-Marne.
- 1968 (1er janvier) : La Seine est officiellement supprimée à la suite de la réorganisation de la région parisienne en 1964. Cette réorganisation aboutit à démembrer la Seine et la Seine-et-Oise pour quatre raisons principales[10] :
  - Recréer des départements d'un poids démographique du même ordre que les autres départements français, alors que la Seine pesait pour plus de 15 % de la population française.
  - Imposer le district de la région de Paris (institué en 1961, le district regroupe Paris et la Seine, la Seine-et-Oise et la Seine-et-Marne) en démembrant la Seine pour éviter l'émergence d'un contre-pouvoir trop important dans la Ve République naissante.
  - Rétablir une solidarité à l'échelle régionale et en particulier une solidarité à l'égard du territoire qui a été le plus délaissé dans l'histoire urbaine, sociale et politique des XIXe et XXe siècles, le département de Seine-et-Oise.[réf. nécessaire]
  - Cantonner l'influence du PCF à un seul territoire, la Seine-Saint-Denis, et éviter que le PCF, à la faveur d'une alliance avec la SFIO, reprenne les rênes du Grand Paris, donc du département de la Seine[10].

### Répartition des communes entre les nouveaux départements

La création des départements de Paris, des Hauts-de-Seine, de la Seine-Saint-Denis, du Val-de-Marne, de l'Essonne, des Yvelines, du Val-d'Oise, à partir de la Seine et de la Seine-et-Oise en 1968.

Les 81 communes du département de la Seine sont réparties entre quatre départements, comme suit :

#### Paris (75)
Département comprenant :
- Une commune issue de la Seine : Paris.

#### Hauts-de-Seine (92)
Département comprenant :
- 27 communes issues de la Seine : Antony, Asnières-sur-Seine, Bagneux, Bois-Colombes, Boulogne-Billancourt, Bourg-la-Reine, Châtenay-Malabry, Châtillon, Clamart, Clichy, Colombes, Courbevoie, Fontenay-aux-Roses, La Garenne-Colombes, Gennevilliers, Issy-les-Moulineaux, Levallois-Perret, Malakoff, Montrouge, Nanterre, Neuilly-sur-Seine, Le Plessis-Robinson, Puteaux, Sceaux, Suresnes, Vanves, Villeneuve-la-Garenne ;
- auxquelles s'ajoutent 9 communes issues de Seine-et-Oise : Chaville, Garches, Marnes-la-Coquette, Meudon, Rueil-Malmaison, Saint-Cloud, Sèvres, Vaucresson, Ville-d'Avray.

#### Seine-Saint-Denis (93)
Département comprenant :
- 24 communes issues de la Seine : Aubervilliers, Bagnolet, Bobigny, Bondy, Le Bourget, La Courneuve, Drancy, Dugny, Épinay-sur-Seine, L'Île-Saint-Denis, Les Lilas, Montreuil, Noisy-le-Sec, Pantin, Les Pavillons-sous-Bois, Pierrefitte-sur-Seine, Le Pré-Saint-Gervais, Romainville, Rosny-sous-Bois, Saint-Denis, Saint-Ouen-sur-Seine, Stains, Villemomble, Villetaneuse ;
- auxquelles s'ajoutent 16 communes issues de Seine-et-Oise : Aulnay-sous-Bois, Le Blanc-Mesnil, Clichy-sous-Bois, Coubron, Gagny, Gournay-sur-Marne, Livry-Gargan, Montfermeil, Neuilly-Plaisance, Neuilly-sur-Marne, Noisy-le-Grand, Le Raincy, Sevran, Tremblay-en-France, Vaujours, Villepinte.

#### Val-de-Marne (94)
Département comprenant :
- 29 communes issues de la Seine : Alfortville, Arcueil, Bonneuil-sur-Marne, Bry-sur-Marne, Cachan, Champigny-sur-Marne, Charenton-le-Pont, Chevilly-Larue, Choisy-le-Roi, Créteil, Fontenay-sous-Bois, Fresnes, Gentilly, L'Haÿ-les-Roses, Ivry-sur-Seine, Joinville-le-Pont, Le Kremlin-Bicêtre, Maisons-Alfort, Nogent-sur-Marne, Orly, Le Perreux-sur-Marne, Rungis, Saint-Mandé, Saint-Maur-des-Fossés, Saint-Maurice, Thiais, Villejuif, Vincennes, Vitry-sur-Seine ;
- auxquelles s'ajoutent 18 communes issues de Seine-et-Oise : Ablon-sur-Seine, Boissy-Saint-Léger, Chennevières-sur-Marne, La Queue-en-Brie, Le Plessis-Trévise, Limeil-Brévannes, Mandres-les-Roses, Marolles-en-Brie, Noiseau, Ormesson-sur-Marne, Périgny, Santeny, Sucy-en-Brie, Valenton, Villecresnes, Villeneuve-le-Roi, Villeneuve-Saint-Georges, Villiers-sur-Marne.

## Arrondissements et cantons

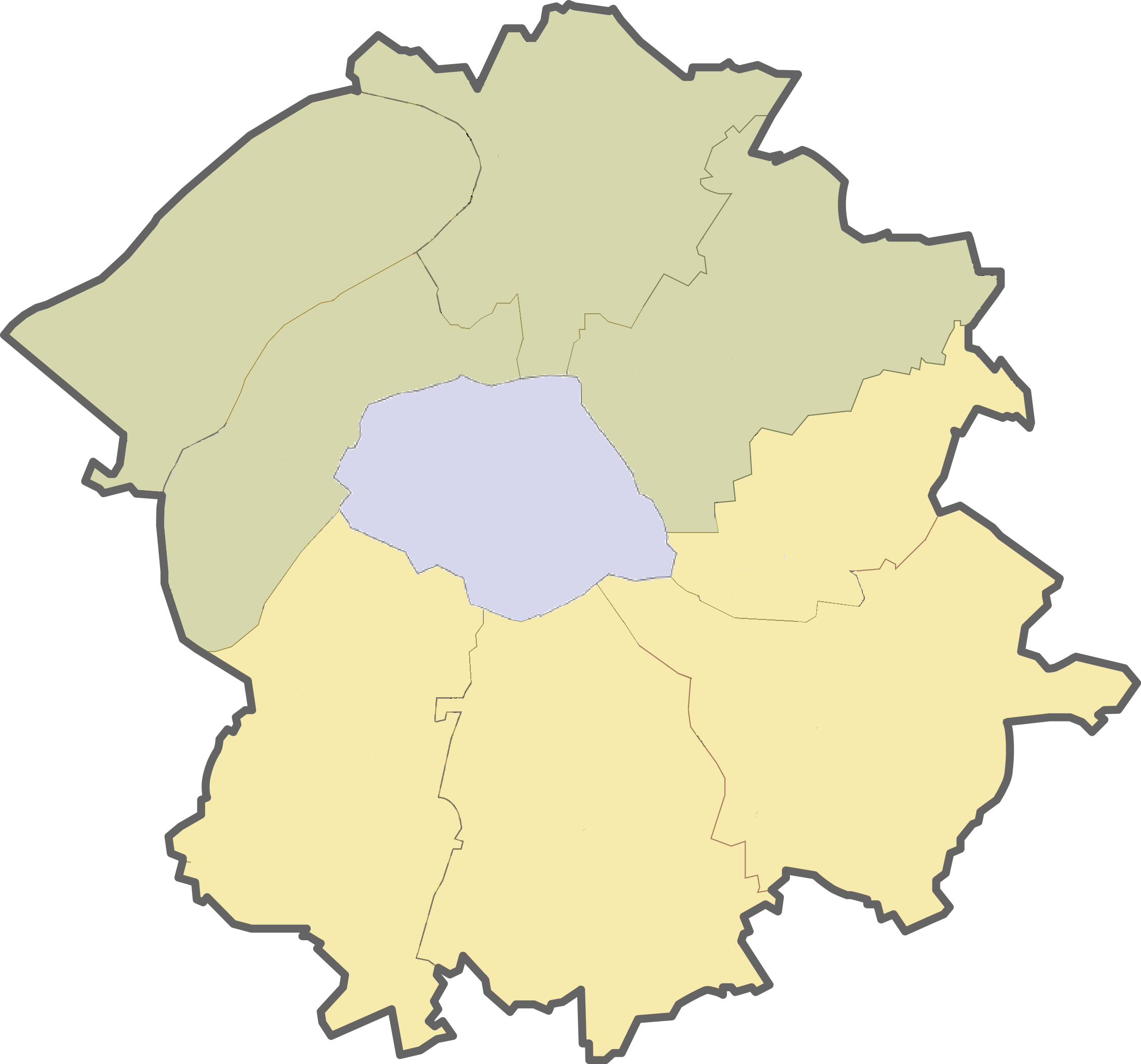
Arrondissements entre 1800 et 1860 (loi du 25 fructidor an IX)
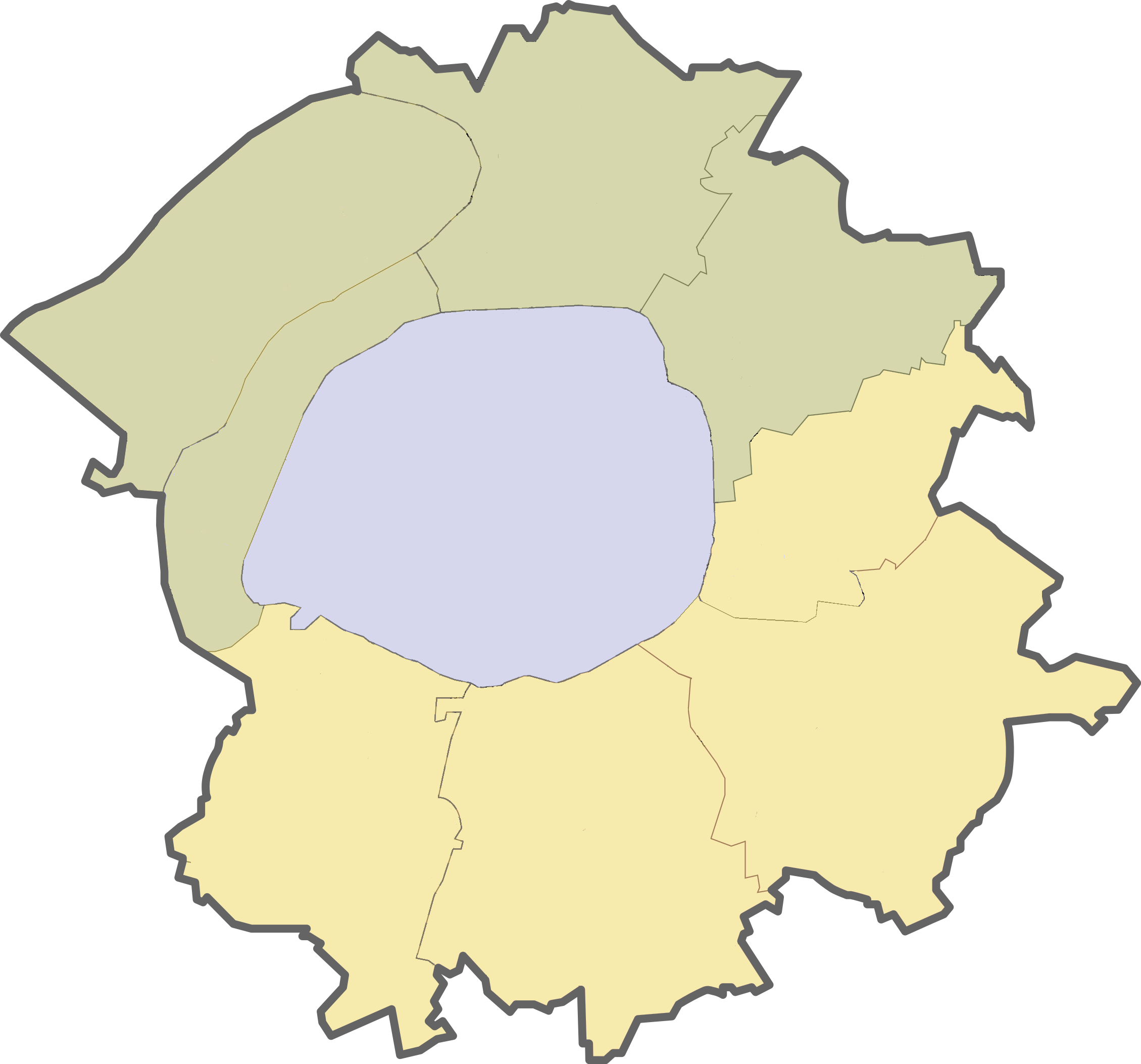
Arrondissements entre 1860 et 1893 (loi du 16 juin 1859)
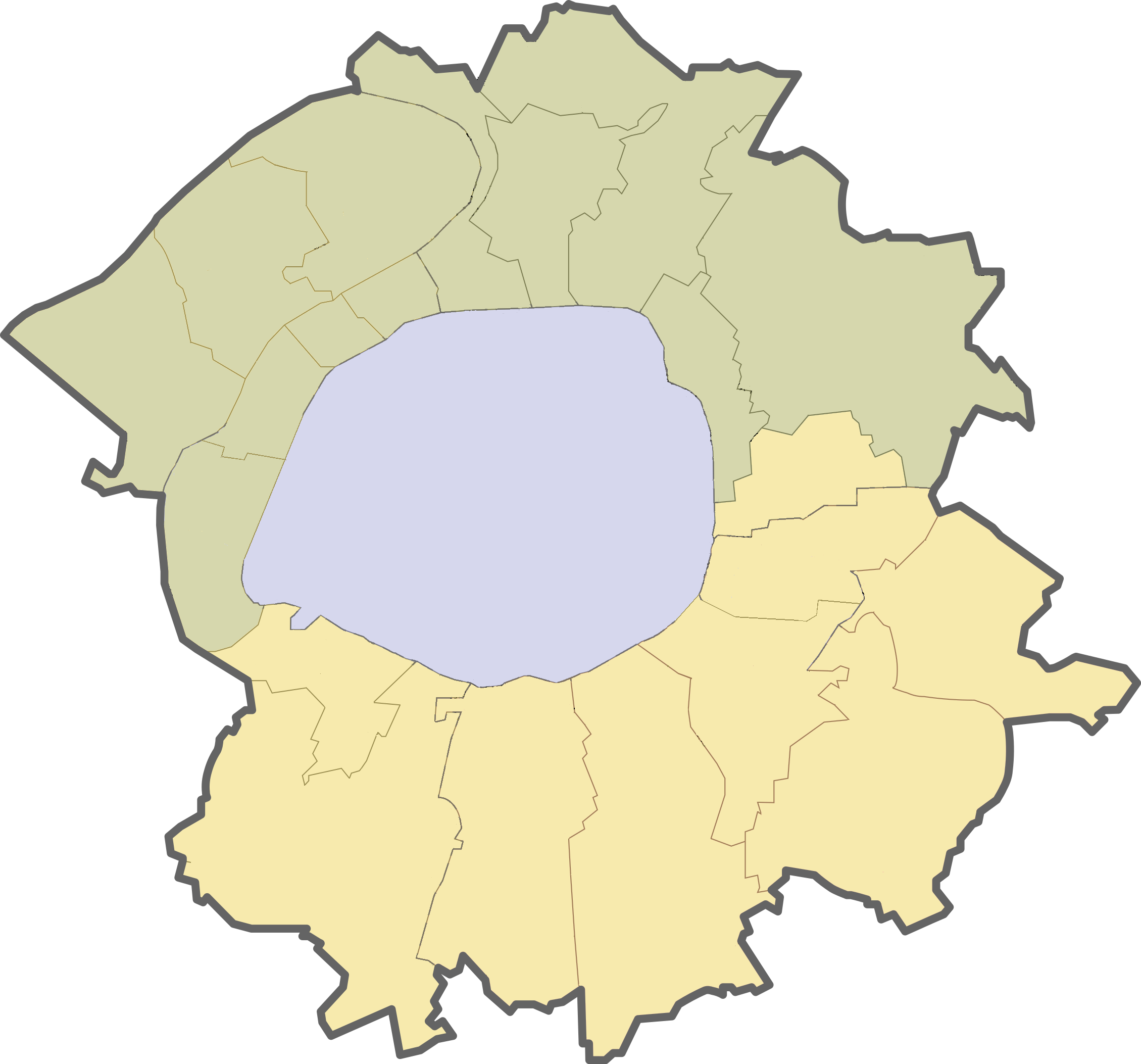
Arrondissements entre 1893 et 1908 (loi du 13 avril 1893)
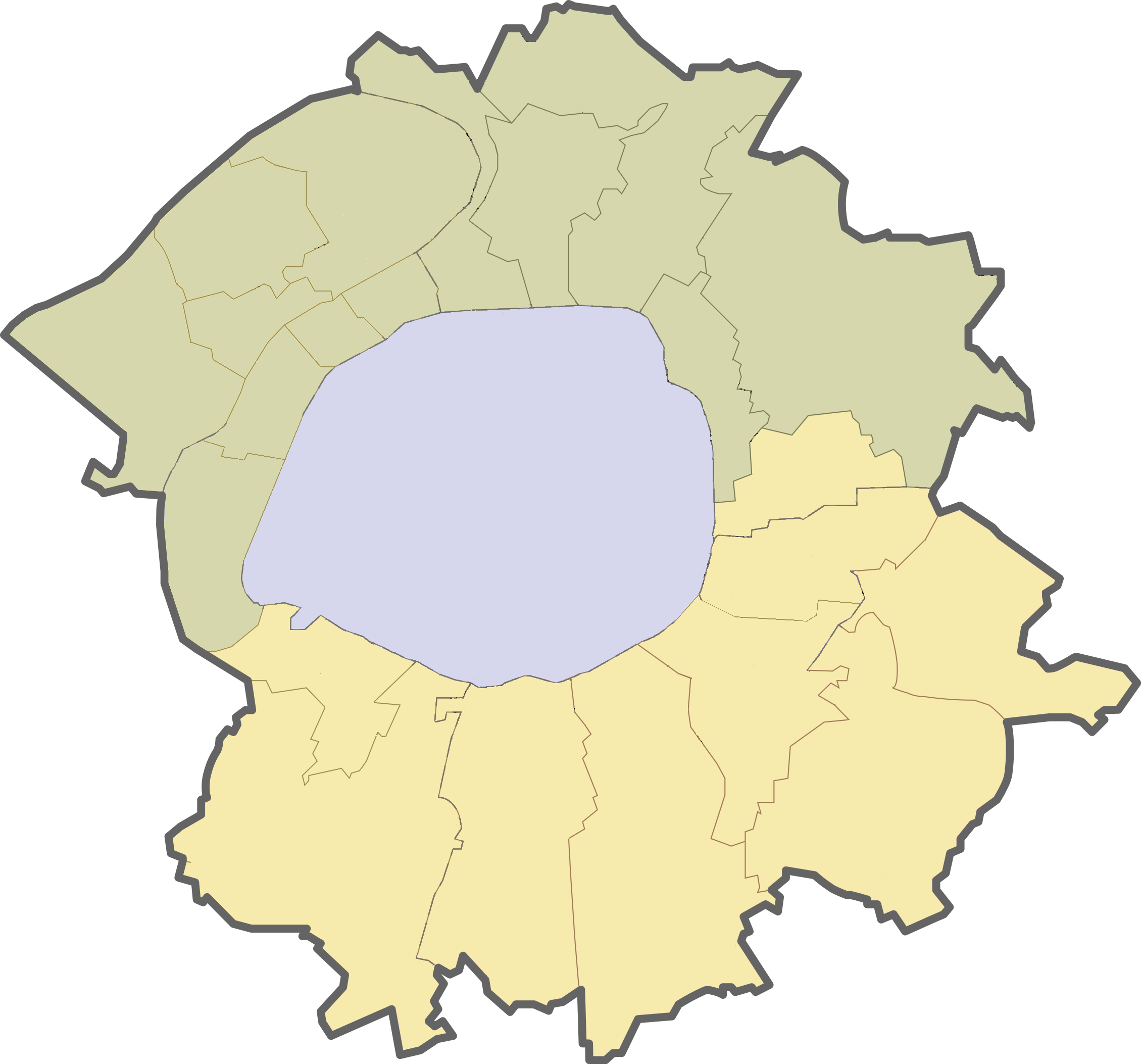
Arrondissements entre 1908 et 1929 (loi du 14 avril 1908)
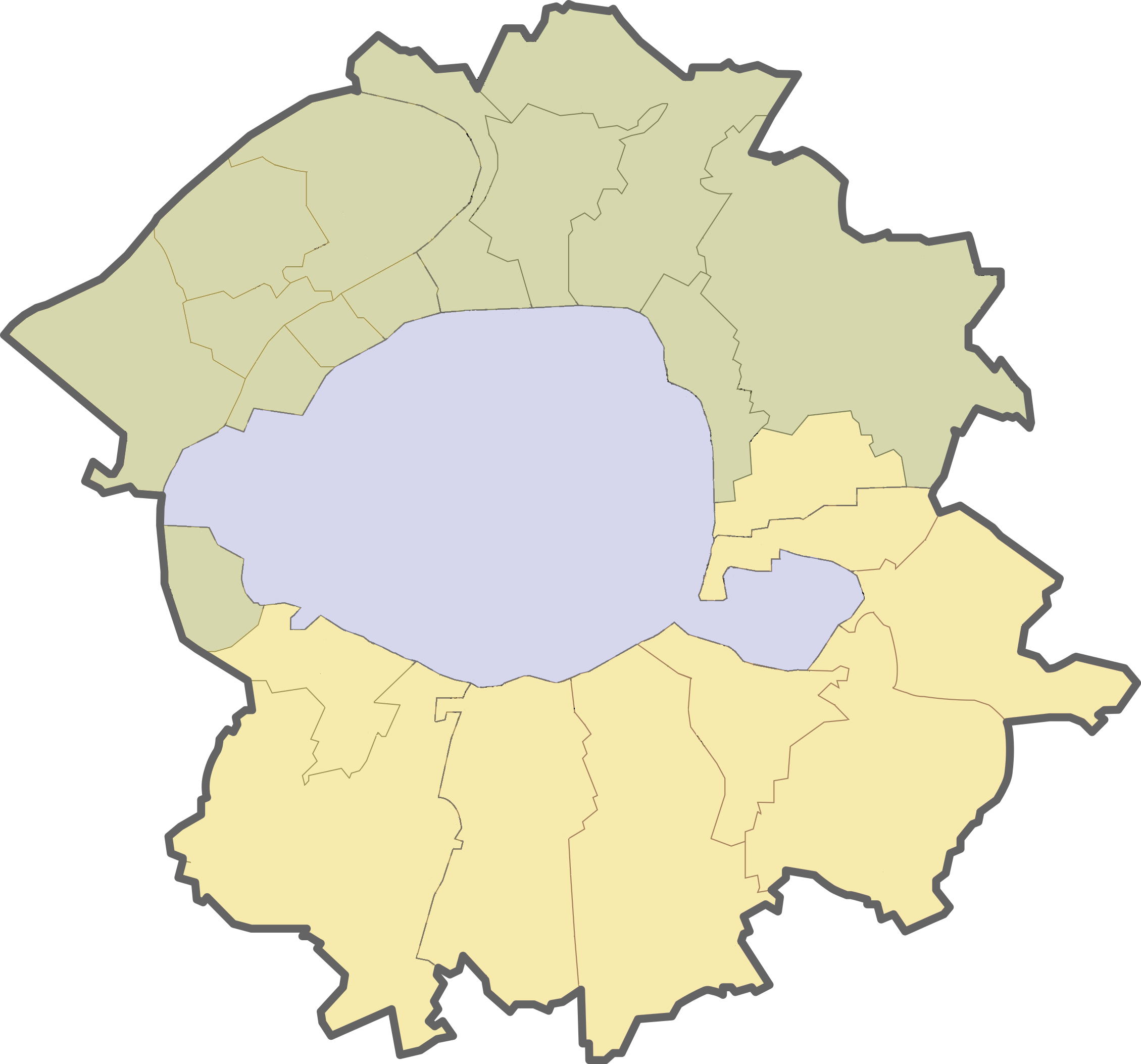
Arrondissements et cantons entre 1929 et 1962 (décrets du 3 avril 1925 et 18 avril 1929)
Arrondissements et communes entre 1965 et 1966 (Paris, Bobigny, Créteil et Nanterre)

- Arrondissement de Paris
- Arrondissement de Saint-Denis (de Bobigny en 1965-1966)
- Arrondissement de Sceaux (de Nanterre en 1965-1966)

Les arrondissements de la Seine étaient composés des cantons suivants :

### Arrondissement de Paris
L'arrondissement de Paris n'était pas composé de cantons, mais d'une unique commune, Paris, divisée en arrondissement municipaux :
- 12 arrondissements municipaux (1800-1859)
- 20 arrondissements municipaux (1860-1967)

Malgré la disparition du département de la Seine, ces circonscriptions administratives (arrondissement départemental, commune, arrondissements municipaux) existent encore aujourd'hui et ont toujours le même ressort géographique.

### Arrondissement de Saint-Denis
- Canton de Nanterre puis de Courbevoie (1800-1967) (le chef-lieu de ce canton a été transféré de Nanterre à Courbevoie en 1829)
  - Canton d'Asnières-sur-Seine (1893-1967)
  - Canton de Puteaux (1893-1967)
  - Canton de Colombes (1908-1967)
- Canton de Neuilly-sur-Seine (1800-1967)
  - Canton de Boulogne-Billancourt (1893-1967)
  - Canton de Clichy (1893-1967)
  - Canton de Levallois-Perret (1893-1967)
- Canton de Pantin (1800-1967)
  - Canton de Noisy-le-Sec (1893-1967)
- Canton de Saint-Denis (1800-1967)
  - Canton d'Aubervilliers (1893-1967)
  - Canton de Saint-Ouen (1893-1967)

### Arrondissement de Sceaux
- Canton de Charenton-le-Pont (1800-1967)
  - Canton de Nogent-sur-Marne (1893-1967)
  - Canton de Saint-Maur-des-Fossés (1893-1967)
- Canton de Sceaux (1800-1967)
  - Canton de Vanves (1893-1967)
- Canton de Villejuif (1800-1967)
  - Canton d'Ivry-sur-Seine (1893-1967)
- Canton de Vincennes (1800-1967)
  - Canton de Montreuil (1893-1967)

## Démographie
Lors de sa suppression, le département comptait 5 700 968 habitants, répartis comme suit :
- 2 590 771 habitants de Paris,
- 1 250 061 habitants des 27 communes intégrées aux Hauts-de-Seine,
- 967 847 habitants des 29 communes intégrées au Val-de-Marne,
- 892 289 habitants des 24 communes intégrées à la Seine-Saint-Denis.